# Koenigsegg One:1
Koenigsegg One:1 eller One to 1 är en tvådörrars sportbil (effekt 1 MW) med mittmotor av den svenska biltillverkaren Koenigsegg. Bilen presenterades år 2014 vid internationella bilsalongen i Genève. Namnet kommer av bilens vikt/effekt-förhållande, där bilens vikt är 1360 kg och maxeffekten 1360 hästkrafter (1000 kW). Bilen kan likt flera andra Koenigsegg köras på etanol eller bensin och racerbränsle. Däcken är specialtillverkade Michelin Cup 2.

## Prestanda
Toppfarten uppges vara över 450 km/h
- 0–400 km/h på cirka 20 sekunder
- 400–0 km/h på cirka 10 sekunder
- Bromssträckan från 100-0 km/h är 28 meter
- 0-300–0 km/h på 17,95 sekunder
- 0–300 km/h  på 11,92 sekunder
- 300–0 km/h på 6,03 sekunder